# Matthias Sommer
Matthias Sommer, född 3 december 1991 i Witten, är en tysk bobåkare.

## Karriär
Vid EM 2025 i Lillehammer tog Sommer silver tillsammans med Francesco Friedrich, Alexander Schüller och Felix Straub i fyrmannabob.